# The Rule
The Rule (antes Ry and the Rule) es una venda americana de pop/R&B. El grupo lanzó su primer álbum, uno mismo-titulado The Rule en el verano de 2006, bajo etiqueta del indie R, R, & R Records. Michael Bland, Tommy Barbarella, y Stokley Williams también se han realizado con la regla.
La venda viajó los Estados Unidos con Cyndi Lauper en 2006.

## Discografía

### Álbumes
- The Rule (2006)